# クラン川
クラン川（Klang River）は、マレーシアを流れる河川で、クアラルンプール市内、スランゴール州内を流れた後、マラッカ海峡に流れ込んでいる。
水源はクアラルンプール北西25kmの高地で、主要な11の支流を持つ。クアラルンプール市内、マスジッド・ジャメ付近にあるゴンパック川との合流地点は、「泥の交わる地点」を意味するクアラルンプールの語源となった由緒ある地点である。

## 支流
- ゴンパック川